# Anca Verma
Anca Verma (născută Neacșu, n. 8 august 1987, Galați, România) este un fost fotomodel român, prezentă în topul Forbes cu o avere de trei miliarde de dolari. Este soția lui Abhishek Verma, care administrează firme din domeniul armamentului.

## Cariera
Verma a absolvit Universitatea din Galați cu o diplomă de master în domeniul ingineriei. După ce s-a retras din activitatea de model, a lucrat la Atlas Telecom Network Romania, furnizor de servicii de telefonie mobilă, și a fost numit Director General Adjunct pentru operațiunile din București. La căsătoria ei cu Abhishek Verma în 2006, ea a devenit asociatul său în firme care se ocupau cu vânzarea de armament. În 2011 a cumpărat 51% din firma SIG SAUER India, fiind numită director general al acesteia, un joint-venture cu mai multe multinaționale furnizoare de arme.

## Arest și detenție
Verma și soțul ei au fost acuzați de corupție și de spălare de bani și au fost arestați de Biroul Central de Investigații al Indiei, pentru o presupusă mită dată oficialilor indieni din domeniul apărării pentru a-și asigura contracte cu armament de miliarde de dolari. Pe 8 iunie 2012 amândoi au fost închiși în Închisoarea Tihar, Delhi.
În aprilie 2017, Verma a fost achitată de Curtea Specială a Biroului din New Delhi, care a renunțat la toate acuzațiile de corupție și spălare de bani, iar două cazuri împotriva Verma au fost respinse.